# Wereldkampioenschap voetbal 2006 (Groep B) Paraguay - Trinidad en Tobago
Deze pagina is een subpagina van het artikel Wereldkampioenschap voetbal 2006. Hierin wordt de wedstrijd in de groepsfase in groep B tussen Paraguay en Trinidad en Tobago gespeeld op 20 juni 2006 nader uitgelicht.

## Wedstrijdgegevens
| Datum                | 20 juni 2006                          | 20 juni 2006                          |
| Stadion              | Fritz Walter Stadion, Kaiserslautern  | Fritz Walter Stadion, Kaiserslautern  |
| Toeschouwers         | 46.000                                | 46.000                                |
| Scheidsrechter       | Roberto Rosetti                       | Roberto Rosetti                       |
| Assistenten          | Cristiano Copelli Alessandro Stagnoli | Cristiano Copelli Alessandro Stagnoli |
| Vierde man           | Frank De Bleeckere                    | Frank De Bleeckere                    |
| Man van de wedstrijd | Julio dos Santos                      | Julio dos Santos                      |
|                      | Paraguay                              | Trinidad en Tobago                    |
| Doelpunten           | 2                                     | 0                                     |
| Gele kaarten         | 2                                     | 2                                     |
| Rode kaarten         | 0                                     | 0                                     |
| Wissels              | 3                                     | 3                                     |
| Schoten op doel      | 9                                     | 2                                     |
| Schoten naast doel   | 16                                    | 9                                     |
| Overtredingen        | 18                                    | 21                                    |
| Hoekschoppen         | 7                                     | 1                                     |
| Buitenspel           | 3                                     | 3                                     |
| Strafschoppen        | 0                                     | 0                                     |
| Balbezit (tijd)      | 27'00"                                | 24'00"                                |
| Balbezit (%)         | 53%                                   | 47%                                   |

| Paraguay | 2 – 0           | Trinidad en Tobago |
| Brent Sancho 25' (eigen doelpunt) Nelson Cuevas 86' | goals (assists) | |
| Aníbal Ruiz | bondscoach      | Leo Beenhakker |
| Aldo Bobadilla Denis Caniza 89' Julio César Cáceres 77' Carlos Gamarra Jorge Núñez Edgar Barreto Roberto Acuña Carlos Paredes Julio dos Santos Nelson Valdez 66' Roque Santa Cruz | opstellingen    | Kelvin Jack Brent Sancho Dennis Lawrence 31' Avery John Carlos Edwards Christopher Birchall Dwight Yorke 67' Aurtis Whitley Densill Theobald 41' Cornell Glen Stern John |
| Nelson Cuevas 66' Julio Manzur 77' Paulo da Silva 89' | wissels         | 31' Kenwyne Jones 41' Evans Wise 67' Russell Latapy |
| Carlos Paredes 30' Julio dos Santos 55' | gele kaarten    | 45' Brent Sancho 49' Aurtis Whitley |
| | rode kaarten    | |

## Overzicht van wedstrijden
| Groepswedstrijden | | | |
| Groep A | Groep B | Groep C | Groep D |
| Duitsland - Costa Rica Polen - Ecuador Duitsland - Polen Ecuador - Costa Rica Ecuador - Duitsland Costa Rica - Polen             | Engeland - Paraguay Trinidad en Tobago - Zweden Engeland - Trinidad en Tobago Zweden - Paraguay Zweden - Engeland Paraguay - Trinidad en Tobago | Argentinië - Ivoorkust Servië en Montenegro - Nederland Argentinië - Servië en Montenegro Nederland - Ivoorkust Nederland - Argentinië Ivoorkust - Servië en Montenegro | Mexico - Iran Angola - Portugal Mexico - Angola Portugal - Iran Portugal - Mexico Iran - Angola                               |
| Groep E | Groep F | Groep G | Groep H |
| Italië - Ghana Verenigde Staten - Tsjechië Italië - Verenigde Staten Tsjechië - Ghana Tsjechië - Italië Ghana - Verenigde Staten | Australië - Japan Brazilië - Kroatië Brazilië - Australië Japan - Kroatië Japan - Brazilië Kroatië - Australië                                  | Frankrijk - Zwitserland Zuid-Korea - Togo Frankrijk - Zuid-Korea Togo - Zwitserland Togo - Frankrijk Zwitserland - Zuid-Korea                                           | Spanje - Oekraïne Tunesië - Saoedi-Arabië Spanje - Tunesië Saoedi-Arabië - Oekraïne Saoedi-Arabië - Spanje Oekraïne - Tunesië |
| Achtste finales | | | |
| Duitsland - Zweden Argentinië - Mexico                                                                                           | Italië - Australië Zwitserland - Oekraïne | Engeland - Ecuador Portugal - Nederland | Brazilië - Ghana Spanje - Frankrijk                                                                                           |
| Kwartfinales | | | |
| Duitsland - Argentinië | Italië - Oekraïne | Engeland - Portugal | Brazilië - Frankrijk |
| Halve finales | | | |
| Duitsland - Italië | Duitsland - Italië | Portugal - Frankrijk | Portugal - Frankrijk |
| Troostfinale | | | |
| Duitsland - Portugal | | | |
| Finale | | | |
| Italië - Frankrijk | | | |